# Archibald Murray
Archibald James Murray (Kingsclere, 23 aprile 1860 – Reigate, 21 gennaio 1945) è stato un generale britannico.

## Biografia

### I primi anni
Era nato dal tenente Charles Murray, discendente dei duchi di Atholl e in particolare da John Murray, IV duca di Atholl, e da Anne Murray, nata Graves; Archibald venne educato al Cheltenham College e a Sandhurst. Fu commissionato nel 27th Regiment il 13 agosto 1879 come sottotenente e nel 1886 divenne aiutante di bandiera del suo reggimento. Dopo essere stato promosso capitano (1887) ed aver preso parte alla repressione degli Zulù del 1888, venne distaccato presso il Bedfordshire Regiment; successivamente divenne docente presso lo Staff College, Camberley.
Promosso maggiore il 1º giugno 1898, Murray partecipò alla seconda guerra boera quale aiutante generale per l'intelligence in Natal fino al 1899, quando divenne capo di stato maggiore. Prese parte alla battaglia di Ladysmith e fu nominato capo di stato maggiore anziano del generale Archibald Hunter, comandante della X Divisione: quello stesso anno ricevette la promozione a tenente colonnello e menzionato nel bollettino di guerra.

### Periodo di pace
Nel 1901 divenne comandante del 2 battaglione del Royal Inniskilling Fusiliers in India e poi nel Transvaal, dove fu gravemente ferito e nuovamente menzionato dal bollettino. A questo punto fu richiamato in patria ed assegnato allo stato maggiore della I Divisione ad Aldershot e promosso colonnello. Inoltre ricevette l'Ordine del Bagno al compleanno reale del 1904 e l'Ordine Reale Vittoriano nel 1907. Nello stesso anno divenne comandante del Military Training War Office e nel 1910 fu promosso maggior generale. Inoltre, quale maggior generale anziano dell'esercito britannico prese parte alla processione per l'incoronazione di Giorgio V. Nel 1912 divenne Ispettore per la Fanteria e due anni dopo comandante della II Divisione.

### La Grande Guerra
Durante la prima guerra mondiale fu capo di stato maggiore di Sir John French, comandante in capo dell'esercito britannico; a causa delle divergenze con French, Murray fu sostituito da Sir Henry Wilson ma venne nominato Capo dello Stato Maggiore Imperiale con la promozione a tenente generale, ma anche questa volta, a causa delle pressioni del primo ministro Herbert Asquith, fu sostituito da Sir William Robertson, un energico fautore della strategia di difesa e logoramento sul fronte occidentale.

### La rivolta nel deserto
Ritenuto più idoneo alle guerre coloniali, nel gennaio 1916 Murray ebbe il comando della spedizione militare in Egitto ed organizzò una valente difesa dall'attacco turco al canale di Suez, riuscendo anche ad occupare gran parte del Sinai e della Palestina. Inoltre autorizzò T.E. Lawrence e dirigere la rivolta araba contro i turchi e ad attaccare Aqaba, anche se solamente dopo forti pressioni da parte del giovane ufficiale.
Nel marzo 1917 alla prima battaglia di Gaza la forze britanniche comandate da Murray sconfissero i turchi e riuscirono a penetrare a Gaza; durante la seconda battaglia di Gaza, Murray non riuscì a resistere all'attacco turco e fu sconfitto. Fu quindi sostituito dal generale Edmund Allenby. Successivamente fu comandante in capo del Aldershot Command e dei Royal Inninskilling Fusiliers; Murray morì nella sua abitazione (chiamata Makepeace) a Reigate nel Surrey il 21 gennaio 1945.

### Vita privata
Nel 1890 aveva sposato Caroline Helen Sweet (1865-1905); ebbero un solo figlio, George (1893-1962), che arrivò al grado di colonnello nell'esercito britannico e partecipò allo sbarco in Normandia durante la seconda guerra mondiale. Dopo la morte della prima moglie Murray si risposò con la più giovane Mildred Georgina Dooner (1891-1976) nel 1912; il secondo matrimonio fruttò sei figlie, una delle quali, Margareth, pittrice, avrebbe sposato il pittore italiano Fiorenzo Tomea.